# John Wilson
John Wilson (18. května 1785, Paisley – 3. dubna 1854, Edinburgh) byl skotský romantický básník a spisovatel, který měl blízko k tzv. jezerním básníkům. Je nejčastěji spojován s pseudonymem Christopher North v Blackwood’s Edinburgh Magazine, pod kterým napsal celou řadu skvělých studií.

## Život
John Wilson se narodil roku 1785 v Paisley ve Skotsku v zámožné rodině. Po ukončení studií na univerzitách v Glasgow a v Oxfordu si zakoupil statek v tzv. Jezerním okrsku, kde se věnoval básnění a seznámil se s Williamem Wordsworthem, Samuelem Taylorem Coleridgem a Robertem Southeyem. Roku 1815 však přišel o své jmění a musel se stát advokátem v Edinburghu. Když pak byl roku 1817 založen měsíčník Blackwood's Edinburgh Magazine, stal se jeho hlavním spolupracovníkem. Roku 1820 byl jmenován profesorem morální filozofie na universitě v Edinburghu, kde si získal mnoho posluchačů, a toto místo zastával třicet dva let.
Kromě drobné lyriky proslul John Wilson zejména svými články o denních událostech, překypujícími humorem a štiplavou ironií, které psal pro Blackwood’s Edinburgh Magazine pod pseudonymem Christopher North.

## Dílo
- Palmový ostrov a jiné básně (1812, The Isle of Palms and other Poems), sbírka básní, kterou na sebe obrátil pozornost,
- Morové město (1816, The City of the Plague), sbírka básní, v níž sugestivně líčí hrůzy moru řádivšího v Londýně,
- Světla a stíny skotského života, (1822, Lights and Shadows of Scottish Life),
- Zkoušky Margaret Lindsayové (1823, The Trials of Margaret Lyndsay), román,
- Lesáci, (1825, The Foresters), román,
- Osvěžení Christophera Northa (1842, The Recreations of Christopher North), tři svazky autorových článků napsaných pro Blackwood’s Edinburgh Magazine.

## Česká vydání
Do češtiny přeložil ukázky z jeho díla Jaroslav Vrchlický ve své knize Moderní básníci angličtí z roku 1898.
První překlady publikoval J. B. Malý ve výboru Drobné powjdky (1835).